# Valajaskoski kraftverksdamm
Valajaskoski kraftverksdamm (Valajaskosken vl:n yläallas) är en uppdämd del av Kemi älv och magasin till Valajaskoski vattenkraftverk i kommunen Rovaniemi i landskapet Lappland i Finland. Sjön ligger 74,1 meter över havet. Arean är 13,6 kvadratkilometer och strandlinjen är 81,3 kilometer lång. Sjön  ingår i Kemi älvs huvudavrinningsområde.   Den ligger nära Rovaniemi och omkring 690 kilometer norr om Helsingfors. 